# 위키 소프트웨어 목록
아래는 저명한 위키 소프트웨어 애플리케이션 목록이다. 이러한 소프트웨어의 비교표의 경우 위키 소프트웨어의 비교 문서를 참고할 것. 위키 또는 위키 소프트웨어를 사용하는 웹사이트의 경우 위키 목록 문서를 참고할 것.

## 프로그래밍 언어에 따른 표준 위키 프로그램

### 자바스크립트 기반
- 티들리위키
- Lively Wiki
- Wiki.js

### 자바 기반
- XWiki
- Zoho Wiki

### 펄 기반
- 위키위키웹
- Foswiki
- ikiwiki
- 트위키
- 유스모드위키

### PHP 기반
- 도쿠위키
- 미디어위키
  - 시맨틱 미디어위키
  - 블루스파이스 미디어위키
- PhpWiki
- 피엠위키
- 유저프레스
- 마인드터치
- 모니위키
- WackoWiki

### 파이썬 기반
- 로컬위치
- 모인모인
- 오픈나무
- Zwiki
- Trac
- Zim

### 루비 기반
- Wagn
- Gollum

### 기타 언어
- Cliki
- FlexWiki
- Gitit
- Swiki
- 위키 서버

## 개인 위키 소프트웨어
- ConnectedText
- Journler
- 티들리위키
- Whizfolders
- WikidPad
- Zim

## 호스트 전용 소프트웨어
- EditMe
- Knowledge Plaza
- Nuclino
- Tettra
- 위키아
- Wikidot

## 콘텐츠 관리/위키 기능이 있는 소셜 소프트웨어

### 자바 기반
- XWiki
- IBM 커넥션스
- Jive
- Liferay
- ConcourseConnect
- 컨플루언스
- Mindquarry
- Traction TeamPage

### 펄 기반
- 소셜텍스트

### PHP 기반
- 드루팔 설치 시 미디어위키 스타일 위키로 위키 구성이 가능하다.
- Tiki Wiki CMS Groupware

### 기타 언어
- 셰어포인트
- Telligent

## 위키 기능이 있는 프로젝트 관리 소프트웨어
- Altova MetaTeam
- Code Co-op
- Fossil
- 레드마인
- Trac

## 같이 보기
- 위키 소프트웨어의 비교
- 위키의 역사